# Ravnica, Nova Gorica
Ravnica este o localitate din comuna Nova Gorica, Slovenia, cu o populație de 225 de locuitori.